# Rocket Ranger
Rocket Ranger es un videojuego de acción y aventura, creado y desarrollado por Cinemaware en el año 1988. El juego está ambientado en una historia alternativa sobre la Segunda Guerra Mundial donde el nazismo científico está a punto de hacer un descubrimiento sorprendente que les permitirá ganar la guerra. Un cinturón cohete que permite a su portador volar es enviado desde el futuro para permitir que el jugador pueda evitar que los nazis ganen la guerra Mundial. 
Como muchos juegos de Cinemaware, Rocket Ranger se inspira en Hollywood, y probablemente The Rocketeer comics. Este título es un homenaje a la década de 1950. muchos Sci-Fi serie s, con la apariencia de la serie, incluida la acción llena de escenas de corte y un novedoso tratamiento leal a la visión futurista de esa época. También incorpora los elementos cliché de la época, incluyendo un gallardo, valiente héroe y una hermosa, voluptuosa damisela en apuros en necesidad de rescate. 

## Descripción
Basado en un base secreta de combustible una noche dándole vueltas a algunos retos de problemas físicos, algunos de los artefactos futuristas son increíblemente teletransportado al jugador en el papel de un científico del Ejército de los EE.UU. junto con una nota . La nota dice que los artefactos son del futuro, un futuro en el que los nazis ganaron la Segunda Guerra Mundial y, posteriormente, fueron capaces de esclavizar al mundo entero. Los científicos que envían los artefactos lo hizo en la esperanza de que el jugador podría revertir el resultado de la guerra, una guerra de la Alemania nazi debería haber razón perdida. 
El éxito de los nazis se basa en el uso de un mineral llamado lunarium, que tiene la capacidad de bajar el IQ de los varones humanos de manera drástica, lo que impediría efectivamente la resistencia militar, cuando los nazis invaden. El lunarium se ha caído en forma de bombas de una flota de zepelines que volaba a una altura superior a cañones antiaéreos podría llegar. Lo que es aún más desconcertante es que lunarium es - como su nombre lo indica - solo explotables en la Luna, y de la humanidad hasta el momento aún no dispone de la tecnología para llegar a él. 
Uso de un paquete de cohetes y una pistola de radio, el jugador debe volar alrededor del mundo la lucha contra la escalada de la tecnología de los nazis. A veces, esto incluye el derribo del enemigo combatientes con la pistola de radio para interceptar los envíos enemigo. A veces, las secuencias de degenerar en peleas a puñetazos bareknuckle con el enemigo de los guardias nazis a fin de obtener piezas de cohetes, ya veces tiene que desactivar las defensas de dos depósitos lunarium disponibles para conseguir combustible para llenar tanto de su propio cohete y el cohete que debe reunir. 
De vez en cuando, el héroe debe ponerse al día con un científico secuestrado y su hija voluptuosas en un zepelín. Este fue uno de los pocos juegos a usar el Amiga s síntesis de voz instalación, lo que estaba en uso cuando se encuentra el científico y su hija, el interés del amor por el juego. 
Una parte del juego toma la forma de un juego de estrategia: a partir de un mapa del mundo muestra que el jugador dirige a cinco agentes de la búsqueda de bases nazis ocultos y que también puede "organizar la resistencia" para frenar el avance del enemigo hacia los EE.UU.. 
El objetivo último del juego es recoger cinco partes de una nave espacial y 500 unidades de lunarium para llegar a la Luna y cerrar las minas. Pero como resulta que los nazis no fueron los únicos implicados en el plan: una Unión "Interplanetario de fascistas", que fue formado por extranjeros, han llegado a un acuerdo con los alemanes. Con el fin de lograr la victoria final, el Ranger Rocket debe luchar uno de estos extranjeros. 

## La protección de copia
Para volar de un lugar a otro, el paquete de cohetes deben ser llenados con una cantidad muy específico de combustible. Demasiado o demasiado poco hará que el héroe de que se rebasen o no llegan a la meta, y como resultado de una caída en el mar y mueren. El jugador puede determinar la cantidad correcta de combustible para un par de inicio y de destino, utilizando una rueda de codificación incluida con el juego. Este elemento del juego era en realidad una forma de protección de copia. La idea era que, dado que la rueda se incluye con el juego y no podría fácilmente duplicarse, solo los compradores legítimos del juego con éxito podría utilizar el juego. 
Debido a que la rueda tenía que utilizarse para cada viaje el Ranger hecho, llegó un uso intensivo. Como resultado, la rueda a menudo se vino abajo (la parte delantera de la rueda se separaron de la parte de atrás) después de varios juegos. Las ruedas aún pueden utilizarse, pero es más difícil cuando no estaban conectados. Por lo tanto, algunos usuarios construir tablas que incluye todos los códigos necesarios para viajar de un lugar a otro. Estas tablas finalmente se dirigieron a sistema de tablón de anuncios s, y (después) de la Internet y se utiliza como una herramienta para la piratas versiones del juego. 

## Puertos
Como la mayoría de los títulos de Cinemaware, este juego fue desarrollado originalmente en la Amiga, uno de los más capaces ordenador de casas de la época. Más tarde fue portado para las otras plataformas, la disminución paulatina de la calidad gráfica y de sonido a los mejores sistemas puedan ofrecer. Las demás plataformas, el título fue portado a incluye Atari ST, DOS, Commodore 64 y Nintendo Entertainment System. En 1989 un Apple II GS  </ small> puerto fue puesto en libertad, con un puntaje muy superior banda sonora musical (en términos de calidad de la música de síntesis), integrado por Bob Lindstrom, con gráficos de comparable a la original.

## Otras versiones
- Una versión de Amiga diferentes del juego existe con invadir extraterrestres extraterrestres es el culpable, en vez de los nazis alemanes. Esto es más probable un localizado versión para Alemania, donde al tiempo que las referencias a los nazis y esvástica s no se les permitió en los juegos de vídeo. Sin embargo, los diseños originales se conservaron, lo que plantea cuestiones lógicas acerca de por qué los extranjeros que adopten la tecnología WW2 alemán y ser un gran éxito de la misma. Esta versión fue también la base para el puerto de NES, debido a las restricciones de contenido estricto de Nintendo en el tiempo.

- Entre 1991 y 1992, Malibu Comics publicó unRocket Rangerserie cómica basada rigurosamente en los juegos de ordenador. En la serie, el Ranger Rocket-aquí llamado Tom Cory-viene a pelear Oberst Leermeister, el oficial alemán que supervisa el funcionamiento lunarium, personalmente (en el juego, Leermeister era más un carácter de fondo). Solo cinco cuestiones que se produjeron, aunque el final abierto al final del quinto volumen sugiere la liberación prevista de al menos una sexta edición que contiene las batallas finales climáticas.

## Recepción
Computer Gaming World Había un gran elogio para el juego, diciendo que "Se combina la acción y una estrategia muy bien y apoya un entretenido juego con los gráficos y el sonido maravilloso." Sin embargo, la falta de salvar la característica del juego hizo que el juego frustrante para jugar.